# 神曲 (あさきのアルバム)
『神曲』（しんきょく）は、あさきの1枚目のアルバムである。
初回限定版のリリースは2005年9月16日、通常版は同年9月22日。リマスター版は2012年3月21日に発売された。

## 概要
- 2005年3月4日に製作プロジェクト開始。3,000枚の予約があれば商品化決定とされていたが、僅か5日後の3月9日に目標数を達成して、商品化が決定した。
- 製作中、あさきはコナミスタイルのメールマガジンでアルバムタイトルを「僕のアルバム『猫まっしぐら（仮）』」と言っていたが8月12日、アルバムタイトルは『神曲』に決定した。
- 初回限定版・通常版はコナミスタイルでの通信販売のみであったが、リマスター版は全国販売されている（収録曲・アレンジ等の変更はない）。リマスター版は2作目のアルバム『天庭』との同時発売の予定であったが、あさき本人の体調不良により『天庭』の発売が延期、こちらのみの発売となった。
- コナミの音楽ゲーム・BEMANIシリーズに提供された楽曲のロングバージョン、及び新曲を収録している。
- BEMANI提供楽曲のドラムは全て打ち込みを用いていたが、本アルバム収録曲ではサポートドラマー（参加ミュージシャン参照）が演奏している。
- 収録曲の内4曲はアルバムの為の書き下ろし楽曲であったが、その内の3曲が後にBEMANIシリーズに逆輸入されている。また、逆輸入された曲の1つ「空澄みの鵯と」の出現条件はこのアルバムと関連している[1]。
- コナミスタイル限定販売のみで総売り上げ枚数は、約3万枚である。

## 収録曲
全曲、作詞・作曲・編曲：あさき
1. 蛹（さなぎ）
『GUITARFREAKS 7thMix』、『Drummania 6thMix』収録曲
2. 蛍（ほたる）
アルバム新曲（後に『GuitarFreaks V2』、『DrumMania V2』に収録）
3. 幸せを謳う詩（しあわせをうたううた）
『pop'n music 10』収録曲
4. この子の七つのお祝いに（このこのななつのおいわいに）
『GUITARFREAKS 10thMix』、『Drummania 9thMix』、『pop'n music 17 THE MOVIE』収録曲
5. 予後の音（よごのね）
アルバム新曲
6. 月光蝶（げっこうちょう）
『GUITARFREAKS 9thMix』、『Drummania 8thMix』収録曲
7. 赤い鈴（あかいすず）
『GUITARFREAKS 11thMix』、『Drummania 10thMix』収録曲
8. 雫（しずく）
『pop'n music 12 いろは』収録曲
9. 神曲（しんきょく）
アルバム新曲（後に『pop'n music 19 TUNE STREET』に収録）
10. 空澄みの鵯と（そらすみのひよと）
アルバム新曲（後に『pop'n music 16 PARTY♪』に収録）

## 参加ミュージシャン
- あさき - ボーカル、ギター、ベース、ピアノ
- 佐々木博史 - ピアノ
- TOMOSUKE- ピアノ
- 吉田太郎 - ドラム
- 淳士（SIAM SHADE）- ドラム
- 竹内純 - ヴァイオリン
- 深見邦代 - ヴァイオリン
- 高橋香織 - ビオラ
- 永山利彦 - チェロ